# Brasilidia nagaroorica
Brasilidia nagaroorica är en urinsektsart som beskrevs av N. Ramachandra Prabhoo 1977. Brasilidia nagaroorica ingår i släktet Brasilidia och familjen lönntrevfotingar. Inga underarter finns listade.